# Ummagumma
Ummagumma é um álbum em parte estúdio e em parte ao vivo da banda de rock inglesa Pink Floyd. É um álbum duplo e foi lançado em 7 de novembro de 1969 pela Harvest Records. O primeiro disco consiste em gravações ao vivo de shows no Mothers Club em Birmingham e na Universidade Metropolitana de Manchester que continham parte de seu repertório normal da época, enquanto o segundo contém composições solo de cada membro da banda gravadas no EMI Studios, fazendo um quarto álbum de estúdio. A arte foi desenhada pelos colaboradores regulares do Pink Floyd, Hipgnosis, e apresenta uma série de fotos da banda combinadas para dar um efeito Droste. Foi a última capa de álbum a apresentar a banda.
O título do álbum supostamente vem da gíria de Cambridge para sexo, comumente usada pelo amigo do Pink Floyd e roadie ocasional Iain "Emo" Moore, que dizia: "Estou voltando para casa para um pouco de ummagumma". De acordo com Moore, ele mesmo inventou o termo. O baterista Nick Mason disse mais tarde que o álbum foi intitulado "porque parecia interessante e legal".
Embora Ummagumma tenha sido bem recebido na época do lançamento e tenha ficado entre os cinco primeiros nas paradas de álbuns do Reino Unido, desde então tem sido mal recebido pela crítica e pela própria banda, que expressou opiniões mistas sobre o álbum em entrevistas. O álbum foi relançado em CD diversas vezes, assim como o restante do catálogo.

## Antecedentes e gravação
A ideia original por trás do álbum ao vivo era apresentar as favoritas dos fãs que posteriormente seriam retiradas do conjunto. Embora as notas da capa digam que o material ao vivo foi gravado em junho de 1969, o álbum ao vivo de Ummagumma foi gravado ao vivo no Mothers Club em Birmingham em 27 de abril de 1969 e na semana seguinte na Universidade Metropolitana de Manchester em 2 de maio como parte da turnê The Man and The Journey. O tecladista Richard Wright disse mais tarde que a gravação de "A Saucerful of Secrets" foi uma composição de ambos os shows. Um show no Bromley Technical College em 26 de abril também foi gravado, mas não usado. A banda também gravou uma versão ao vivo de "Interstellar Overdrive" (de The Piper at the Gates of Dawn) destinada à colocação no lado um do álbum ao vivo, e "Embryo", que foi gravado no estúdio antes de ser decidido que cada membro da banda criaria seu próprio material.
O álbum de estúdio foi gravado em etapas entre setembro de 1968 e julho de 1969. A estrutura surgiu como resultado do desejo de Wright de fazer "música de verdade", onde os quatro membros do grupo (em ordem: Wright, Roger Waters, David Gilmour e Mason) tinham cada um metade de um lado do LP para criar um trabalho solo sem o envolvimento dos outros. A contribuição de Wright, "Sysyphus", recebeu o nome de um personagem da mitologia grega, geralmente escrito "Sisyphus", e continha uma combinação de vários teclados, incluindo piano e Mellotron. Embora inicialmente entusiasmado em fazer uma contribuição solo, Wright mais tarde a descreveu como "pretensiosa".

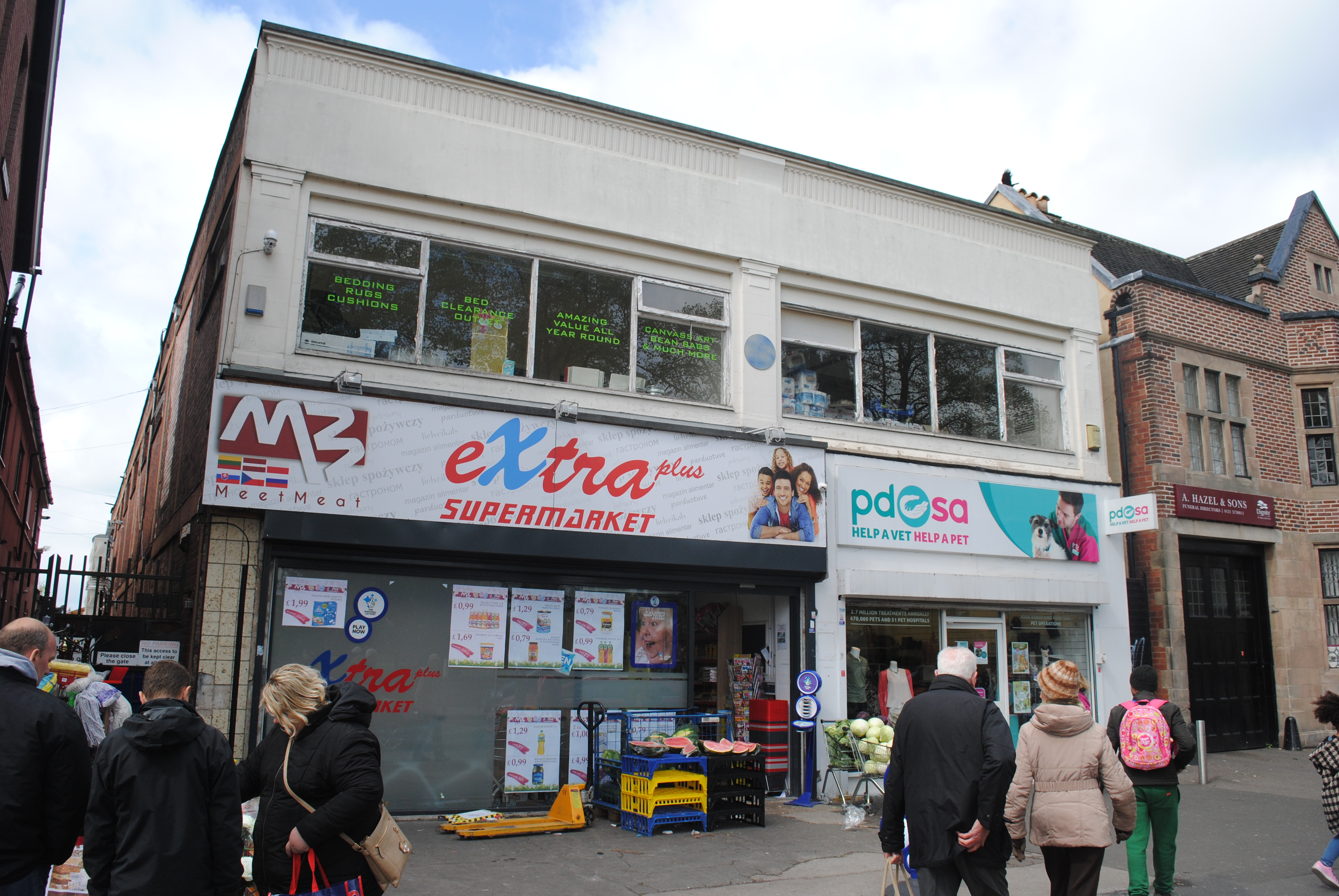
O local do Mothers Club, acima de lojas no subúrbio de Erdington, em Birmingham, onde parte do álbum ao vivo foi gravado (visto em 27 de abril de 2019 – o 50º aniversário do show). Observe a placa azul comemorativa do local.

"Grantchester Meadows" de Waters era uma oferta acústica mais pastoral que remetia à sua juventude nos subúrbios de Cambridge. Originou-se de uma peça instrumental que ocasionalmente era tocada ao vivo e geralmente era tocada como abertura de concertos em 1969, com vocais. Sua outra faixa, "Several Species of Small Furry Animals Gathered Together in a Cave and Grooving with a Pict", continha uma variedade de efeitos vocais e de percussão tratados em várias velocidades, tanto para frente quanto para trás, e foi influenciada por Ron Geesin, que mais tarde colaboraria com Waters e Pink Floyd. As duas faixas foram interligadas pelo som de uma mosca sendo esmagada.
Gilmour declarou desde então que estava apreensivo sobre criar uma obra solo e admite que "entrou em um estúdio e começou a divagar, juntando pedaços", embora a primeira parte de "The Narrow Way" já tivesse sido executada como "Baby Blue Shuffle em Ré Maior" em uma sessão de rádio da BBC em dezembro de 1968. Gilmour disse que "apenas blefou" durante a peça. Ele pediu a Waters que escrevesse algumas letras para suas composições, mas Waters se recusou a fazê-lo. A terceira parte da suíte foi brevemente executada ao vivo no início de 1969.
A música "The Grand Vizier's Garden Party", de Mason, separada em três partes, contou com a participação de sua então esposa, Lindy, tocando flauta sem créditos na primeira e na terceira partes. A segunda parte, de sete minutos, incorporou percussão, efeitos de fita e solos de bateria. Embora esta faixa não tenha sido tocada ao vivo, um solo de bateria semelhante, "Doing It", foi incorporado à suíte ao vivo de The Man.

### Estilo
De acordo com Bruce Eder da AllMusic, o álbum é "mais experimental" do que os lançamentos anteriores do Pink Floyd, e "cada membro [obtém] uma certa quantidade de espaço no disco para fazer [sua] própria música".

## Arte da capa e lançamento
O álbum foi o primeiro álbum da banda lançado pela gravadora Harvest. A arte da capa mostra um efeito Droste com o grupo, com uma imagem pendurada na parede mostrando a mesma cena, exceto que os membros da banda trocaram de posição, e isso é repetido mais duas vezes. Na maioria das edições mais antigas, bem no centro do padrão Droste está uma pequena renderização do LP anterior da banda, A Saucerful of Secrets; edições mais recentes retratam o padrão Droste se repetindo indefinidamente. A capa do LP original varia entre os lançamentos britânico, americano, canadense e australiano. A versão britânica tem o álbum da trilha sonora de Gigi encostado na parede imediatamente acima das letras "Pink Floyd". Storm Thorgerson explicou que o álbum foi apresentado como uma pista falsa para provocar debate e que não tem nenhum significado pretendido. Na maioria das cópias das edições dos EUA e Canadá, a capa da Gigi é retocada com aerógrafo em uma capa branca lisa, aparentemente por questões de direitos autorais, mas as primeiras cópias dos EUA mostram a capa da Gigi, e ela foi restaurada para a edição remasterizada em CD dos EUA. Na edição australiana, a capa da Gigi é completamente retocada com aerógrafo, sem deixar um quadrado branco para trás. A casa usada como local para a capa frontal do álbum está localizada em Great Shelford, perto de Cambridge.
Na contracapa, os roadies Alan Styles (que também aparece em "Alan's Psychedelic Breakfast") e Peter Watts são mostrados com o equipamento da banda disposto em uma pista de táxi no Aeroporto de Biggin Hill em Londres. Este conceito foi proposto por Mason, com a intenção de replicar os desenhos "explodidos" de aeronaves militares e suas cargas úteis, que eram populares na época. A arte interna da capa dupla mostra fotos separadas em preto e branco dos membros da banda. Gilmour é visto em pé em frente ao Elfin Oak . As edições originais em vinil mostravam Waters com sua primeira esposa, Judy Trim, mas ela foi cortada da imagem na maioria das edições em CD (com a legenda da foto original "Roger Waters (e Jude)" alterada para apenas "Roger Waters"). A imagem não cortada foi restaurada para a inclusão do álbum no box set Oh, by the Way.
No lançamento nos EUA e Canadá, há títulos adicionais das quatro seções da música "A Saucerful of Secrets". Esses títulos não apareceram nas edições britânicas, nem em nenhuma cópia do álbum anterior A Saucerful of Secrets.

## Histórico de Lançamento
Ummagumma foi lançado no Reino Unido e nos EUA em 7 e 8 de novembro de 1969, respectivamente. Alcançou a posição 5 na parada de álbuns do Reino Unido e a posição 74 nos EUA, marcando a primeira vez que a banda alcançou o top 100 lá. Da mesma forma, no Canadá, foi sua primeira aparição nas paradas, alcançando a posição 78. O álbum foi certificado como ouro nos EUA em fevereiro de 1974 e platina em março de 1994. As versões americanas da fita cassete mantiveram apenas "Astronomy Domine" do set ao vivo e omitiram as outras três faixas. Em 1987, o álbum foi relançado em um conjunto de dois CDs. Uma versão remasterizada digitalmente foi lançada em 1994.
Em 2009, para marcar o 40º aniversário do lançamento do álbum, Thorgerson vendeu um número limitado de litografias autografadas da capa frontal.
Em 2011, foi relançado apresentando uma versão remasterizada com vários outros materiais. Embora a campanha de relançamento de 2011 Why Pink Floyd...? tenha apresentado todos os quatorze álbuns remasterizados em 2011, apenas o disco de estúdio de Ummagumma foi remasterizado - o disco ao vivo é a versão anterior de 1994. Tanto o álbum ao vivo quanto o de estúdio foram relançados em 2016 com o selo Pink Floyd Records.

## Recepção crítica e legado
| Críticas profissionais        | Críticas profissionais |
| Avaliações da crítica         | Avaliações da crítica  |
| Fonte                         | Avaliação              |
| ----------------------------- | ---------------------- |
| AllMusic                      | [ 36 ]                 |
| The Daily Telegraph           | [ 1 ]                  |
| The Great Rock Discography    | 7/10                   |
| Encyclopedia of Popular Music | [ 38 ]                 |
| MusicHound                    | 2.5/5                  |
| Paste                         | 5.0/10                 |
| The Rolling Stone Album Guide | [ 41 ]                 |
| Sputnikmusic                  | 4/5                    |
| Tom Hull                      | B                      |

No lançamento, Ummagumma recebeu críticas favoráveis. O International Times foi particularmente positivo sobre o álbum ao vivo, com o crítico descrevendo-o como "provavelmente uma das melhores gravações ao vivo que já ouvi". A Stylus Magazine foi muito positiva em relação ao álbum, dizendo que o álbum ao vivo era "como um documento visceral da propensão do Floyd inicial para jamming atmosférico e energético, não há nada parecido" e que o de estúdio "de alguma forma transcende sua construção fraturada para fazer uma declaração completa do tamanho de um álbum".
No entanto, críticos retrospectivos deram-lhe classificações mistas a negativas. A Rolling Stone e a MusicHound deram ao álbum uma pontuação de 2,5 de 5, enquanto a Paste, revisando o relançamento de 2011, descreveu o álbum como "excesso de rock do pior tipo", embora o escritor tenha elogiado a versão ao vivo de "Careful with that Axe, Eugene". Em sua crítica do álbum Atom Heart Mother do Pink Floyd, Robert Christgau sugeriu que as "melodias hipnóticas" de Ummagumma o tornaram "um disco admirável para adormecer". Paul Stump, em seu livro The Music's All that Matters: A History of Progressive Rock, aprovou o primeiro disco por sua "improvisação ao vivo frequentemente envolvente e espiritual", enquanto ridicularizava a maior parte do disco de estúdio, chegando a comparar "Syphus" a "uma criança excitável de dois anos solta no baixo de um teclado de piano". No entanto, ele elogiou as contribuições solo de Waters e as técnicas de edição e emenda usadas em "The Grand Vizier's Tea Party". O The Billboard Guide to Progressive Music (1997), de Bradley Smith, reconhece o disco de estúdio como a metade mais significativa do disco e também como "talvez uma das gravações mais aventureiras já lançadas por um grande grupo de gravadora".
Desde então, a banda tem sido desdenhosa e crítica do trabalho. Relembrando o álbum anos depois, Waters disse: "Ummagumma - que desastre!" Em 1995, Gilmour descreveu o álbum como "horrível", embora achasse que o álbum ao vivo poderia ser aceitável musicalmente. Em uma entrevista de 1984, Mason disse: "Achei que foi um pequeno exercício muito bom e interessante, todo esse negócio de todo mundo fazer um pouco. Mas ainda sinto que esse é um bom exemplo de que a soma é maior que as partes...". Mais tarde, ele o descreveu como "um experimento fracassado", acrescentando que "o mais significativo é que não fizemos isso de novo".

### Espécie de libélula
Em dezembro de 2015, os cientistas nomearam um novo inseto do gênero Umma – uma libélula – Umma gumma, em homenagem ao álbum.

## Faixas

### Álbum ao vivo
| Lado um |                                 |                                                      |                                                 |         |  |
| N.º     | Título                          | Compositor(es)                                       | Álbum original                                  | Duração |  |
| 1.      | "Astronomy Domine"              | Syd Barrett                                          | The Piper at the Gates of Dawn, 1967            | 8:25    |  |
| 2.      | "Careful with That Axe, Eugene" | Roger Waters Richard Wright Nick Mason David Gilmour | Lado B do single de "Point Me at the Sky", 1968 | 8:47    |  |

| Lado dois      | |                                     |                              |         |  |
| N.º            | Título | Compositor(es)                      | Álbum original               | Duração |  |
| 1.             | "Set the Controls for the Heart of the Sun" | Waters                              | A Saucerful of Secrets, 1968 | 9:21    |  |
| 2.             | "A Saucerful of Secrets I. "Something Else" (3:22) II. "Syncopated Pandemonium" (2:52) III. "Storm Signal" (0:58) IV. "Celestial Voices" (5:39) | - Waters - Wright - Mason - Gilmour | A Saucerful of Secrets, 1968 | 12:51   |  |
| Duração total: | Duração total: | Duração total:                      | Duração total:               | 39:24   |  |

### Álbum de estúdio
| Lado três |                                                                                                |                |               |  |
| N.º       | Título                                                                                         | Compositor(es) | Duração       |  |
| 1.        | "Sysyphus" "Part I" (1:10[54]) "Part II" (3:31[55]) "Part III" (1:50[56]) "Part IV" (7:01[57]) | Wright         | 13:32[nota 1] |  |
| 2.        | "Grantchester Meadows"                                                                         | Waters         | 7:23          |  |
| 3.        | "Several Species of Small Furry Animals Gathered Together in a Cave and Grooving with a Pict"  | Waters         | 4:47          |  |
| Lado quatro | |                |         |  |
| N.º         | Título | Compositor(es) | Duração |  |
| 1.          | "The Narrow Way" "Part I" (3:26) "Part II" (2:52) "Part III" (5:56)                                                 | Gilmour        | 12:14   |  |
| 2.          | "The Grand Vizier's Garden Party" "Part I: Entrance" (1:00) "Part II: Entertainment" (7:07) "Part III: Exit" (0:42) | Mason          | 8:55    |  |

## Créditos

#### Pink Floyd
- David Gilmour – guitarra solo, vocais (álbum ao vivo); vozes em "Several Species of Small Furry Animals Gathered Together in a Cave and Grooving with a Pict";[46] guitarras acústicas e elétricas, baixo, teclados, bateria e vocais em "The Narrow Way"
- Nick Mason – bateria (álbum ao vivo); percussão, efeitos em "The Grand Vizier's Garden Party" partes 1 e 2
- Roger Waters – baixo, vocais (álbum ao vivo); violões e vocais em "Grantchester Meadows", vozes em "Several Species of Small Furry Animals Gathered Together in a Cave and Grooving with a Pict"
- Richard Wright – teclado, vocais (álbum ao vivo); órgão, piano, Mellotron e percussão em "Syphus"

#### Participação especial:
- Lindy Mason – flautas em "The Grand Vizier's Garden Party" partes 1 e 3 (não creditada)[18]
- Brian Humphries – engenharia (álbum ao vivo)
- Pink Floyd – produção (álbum ao vivo)
- Peter Mew – engenharia (álbum de estúdio)
- Norman Smith – produção (álbum de estúdio)
- Hipgnosis – design de mangas e fotografias

## Desempenho nas paradas musicais
| Parada (1969–1970)                    | Posição |
| ------------------------------------- | ------- |
| Países Baixos (Dutch Charts)          | 5       |
| Alemanha (Offizielle Deutsche Charts) | 25      |
| Reino Unido (UK Albums Chart)         | 5       |
| Estados Unidos (Billboard 200)        | 74      |

| Parada (2011–2012)         | Posição |
| -------------------------- | ------- |
| Bélgica (Ultratop Valônia) | 89      |
| França (SNEP)              | 117     |
| Espanha (PROMUSICAE)       | 88      |

## Certificação
| Região         | Certificação |
| -------------- | ------------ |
| Estados Unidos | Platina      |
| França         | Ouro         |
| Itália         | Ouro         |
| Reino Unido    | Ouro         |